# Associated-Aviation-Flug 361
Associated-Aviation-Flug 361 (Flugnummer: SCD361, Funkrufzeichen: ASSOCIATED 361) war ein inländischer Charterflug der Associated Aviation von Lagos nach Akure am 3. Oktober 2013. Auf diesem Flug verunglückte eine Embraer EMB 120RT Brasilia beim Start vom Flughafen Lagos. Bei dem Unfall kamen 15 der 20 Personen an Bord ums Leben.

## Flugzeug
Das betroffene Flugzeug vom Typ Embraer EMB 120RT Brasilia wurde am 23. März 1990 neu an die Britt Airways ausgeliefert und von dieser mit dem Luftfahrzeugkennzeichen N51726 in Betrieb genommen. Die Continental Express übernahm die Embraer zum 1. September 1990. Am 3. März 2006 ging die Maschine an das Unternehmen JRM Air LLC, welches die Embraer mit dem neuen Kennzeichen N388JR zuließ. Die Maschine wurde anschließend nach Nigeria exportiert, wo sie ab dem 11. Mai 2007 mit dem Luftfahrzeugkennzeichen 5N-BJY bei der Associated Aviation in Betrieb war. Das zweimotorige Kurzstreckenflugzeug war mit einer Druckkabine und zwei Turboproptriebwerken vom Typ Pratt & Whitney PW118A ausgerüstet. Vor dem Unfall hatte die Embraer 34.609 Starts und Landungen (cycles) bei 27.362 Betriebsstunden absolviert.

## Besatzung und Passagiere
An Bord der Maschine befanden sich 13 Passagiere.
Die Besatzung war mit sieben Personen für ein Kurzstreckenflugzeug mit Zweimanncockpit wie die Embraer EMB 120 außergewöhnlich groß. Der Kapitän war der pilot flying, der Erste Offizier der pilot assisting. Darüber hinaus befanden sich ein Ingenieur, ein Dispatcher, zwei Flugbegleiter und ein Besatzungsmitglied, dessen Funktion durch den Betreiber nicht näher spezifiziert wurde, an Bord.

## Fracht und Flugzweck
Die Maschine hatte den Leichnam des nigerianischen Politikers Olusegun Agagu geladen, welcher in Akure beerdigt werden sollte. Die Passagiere sollten an der Trauerfeier teilnehmen. Angehörige des verstorbenen Politikers zählten zu den Passagieren der Maschine. Es handelte sich an diesem Tag bereits um die zweite Maschine, die im Zusammenhang mit der geplanten Beerdigung Agagus gestartet war. Ein zuvor an dem Tag gestartetes Flugzeug mit den Töchtern und der Witwe Agagus war sicher in Akure angekommen.

## Unfallhergang
Die Besatzung erhielt eine Freigabe zum Start von der Startbahn 18L am Flughafen Lagos. Zu diesem Zeitpunkt war es in der Gegend relativ windstill. Ungefähr vier Sekunden nach dem Erhöhen der Triebwerksleistung für den Start erhielt die Besatzung eine automatische Warnung vom Flugsteuerungscomputer. Diese bestand aus drei Signaltönen, gefolgt von dem Ausruf „Take off flaps … Take off flaps …“. Dies ist eine Konfigurationswarnung, die darauf hinweist, dass sich die Auftriebshilfen für den Start nicht in der richtigen Position befinden. Die Warnung schien die Besatzung nicht zu überraschen und sie setzte den Start normal fort. Das Warnsignal ertönte weiterhin während des gesamten Startlaufs. Die Besatzungsmitglieder riefen weder die Entscheidungsgeschwindigkeit noch die Rotationsgeschwindigkeit aus. Die Maschine hob um 09:32 Uhr Ortszeit von der Piste 18L des Flughafens Murtala Mohammad ab. Die Maschine gewann unmittelbar nach dem Start nur schwerlich an Höhe. Weniger als eine Minute nach dem Abheben schlug das Flugzeug mit einer nach unten ausgerichteten Flugzeugnase und einem Rollwinkel von fast 90 Grad im Gelände auf.

## Bergungs- und Rettungsaktion
Obwohl der Sarg von Olusegun Agagu bei dem Absturz Beschädigungen erlitten hatte, war er intakt geblieben. Einer der fünf überlebenden Passagiere war der Sohn des Gouverneurs.

## Ursache
Der Abschlussbericht zu dem Unfall wurde am 18. April 2018 veröffentlicht. Die nigerianische Untersuchungsbehörde sah als Unfallursachen eine Entscheidung der Besatzung, den Start trotz einer abnormen Propellerdrehzahl am Triebwerk Nr. 2 fortzusetzen. Die abnorme Drehzahl war auf den Instrumenten angezeigt worden. In der Folge sei es zu einem Strömungsabriss in geringer Höhe gekommen, der aus einem zu geringen Schub an Triebwerk Nr. 2 zu Beginn des Startlaufs resultierte. Die exakte, am Verstellpropeller entstandene Fehlfunktion konnte nicht ermittelt werden.
Als beitragende Faktoren wurden das Hochziehen der Flugzeugnase vor dem Erreichen der Rotationsgeschwindigkeit sowie die Entscheidung, einen Start mit einer Klappenkonfigurationswarnung und einer Propellerwarnung bei niedriger Geschwindigkeit fortzusetzen, angegeben. Der Besatzung wurde dabei ein wenig professionelles Verhalten zur Last gelegt, zudem seien wichtige Verfahren in Bezug auf das Crew Resource Management nicht befolgt worden. Die Verfehlungen wurden im Weiteren auf eine defizitäre Unternehmenspolitik sowie eine unzureichende Aufsicht durch Regulierungsbehörden zurückgeführt.
Die Untersuchungskommission kam zu dem Schluss, dass beide Triebwerke normal funktioniert hatten. Die Drehmomentanzeige auf der linken Seite sei jedoch nach dem Start der Triebwerke bei 76 % hängengeblieben, während sie 22 % hätte betragen sollen. Die Besatzung führte den Start aus, obwohl dieser gemäß der Mindestausrüstungsliste mit einer defekten Drehmomentanzeige nicht zulässig war. Aus den Aufzeichnungen des Cockpit Voice Recorders ging hervor, dass sich die Piloten vor dem Abflug darauf verständigt hatten, dass sie den Start „wieder“ ausführen würden, falls der Warnton für die Auftriebshilfen ertönen sollte. Dies ließ darauf schließen, dass die Piloten bereits zuvor einen Start unter solchen Bedingungen durchgeführt hatten.